# Fabio Musati

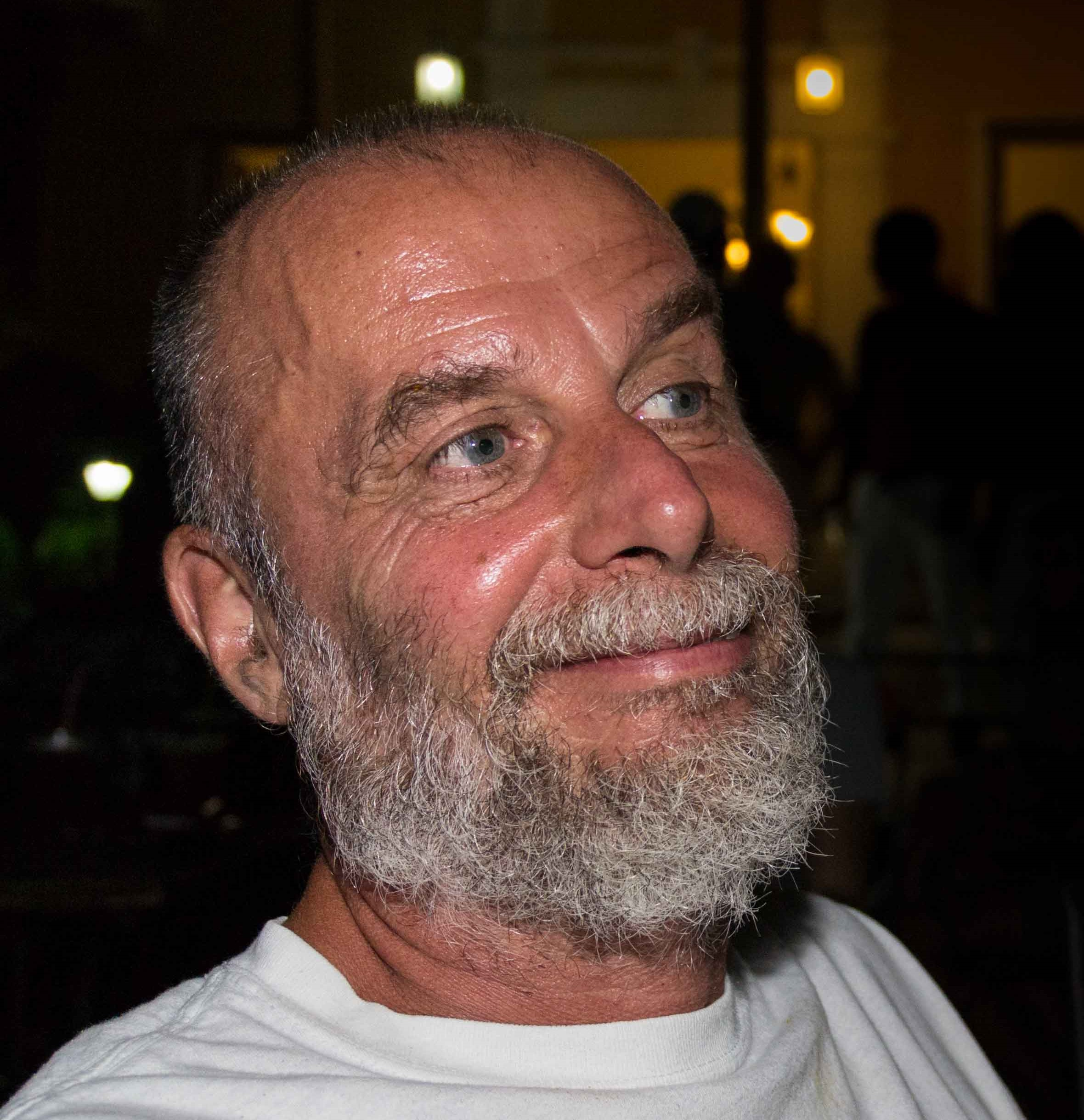
Fabio Musati

Fabio Musati (Milano, 29 settembre 1957 – Varallo Sesia, 8 agosto 2015) è stato uno scrittore italiano.

## Biografia
Per capire il senso del lavoro di Fabio Musati è utile partire dalle parole che introducono il lettore al mondo testuale del  suo primo libro, una raccolta di racconti, i cui protagonisti trovano il loro senso nel tempo o a cui il tempo restituisce un corpo o un senso.
"Una cara amica, poco tempo fa, mi ha detto: - Queste storie hanno tirato dentro delle persone, che si sono fatte volentieri catturare-. È vero, ed è ora di restituire a molti ciò che ho preso a pochi".
Originario della Valsesia, figlio del pittore, noto cartellonista degli anni ’50, Arnaldo Musati, si laurea in Chimica Industriale all’Università Statale di Milano; diventa poi quadro industriale nelle materie plastiche per imballaggio, ma coltiverà per tutta la vita la sua passione di "artigiano della scrittura", come amava definirsi. Ha scritto numerosi testi narrativi e teatrali.
Importante per Musati è stato il sodalizio con l’artista Carlo Andreoli, detto Alo, un legame forte che ha avvicinato due artisti inquieti che attraverso la loro amicizia hanno trovato la strada per uscire allo scoperto. Quasi tutte le copertine dei libri di Musati sono state illustrate da Alo, sempre in sintonia con i contenuti delle opere dell’amico.
Nel 2005 ha pubblicato per l’editore Artemis Nel corpo del tempo, una raccolta di racconti dove ogni storia è indipendente e in relazione con le altre, così come ciascuno vive la propria vita in modo indipendente, ma in relazione con tutti gli altri esseri umani, attraverso il corpo e attraverso il tempo.
Dopo aver frequentato per due anni il laboratorio teatrale di Michela Marelli, nel 2006 collabora con Serena Sinigaglia, come assistente alla drammaturgia dello spettacolo ‘1989-I crolli’, che fa parte del repertorio della compagnia teatrale A.T.I.R di Milano. Sempre nel 2006 vince il Premio Tabula Fati con Cara Ada, edito da Tabula Fati l’anno successivo, un romanzo breve ambientato nella sua Valsesia degli anni ’30 e ’40 e liberamente ispirato ad alcune vicende accadute alla sua famiglia, documentate dalle lettere alla ‘cara Ada’.
Musati risulta anche vincitore del Premio Teramo 2006 con il racconto inedito La tartaruga e del Teramo 2007 con il racconto La gabbia, successivamente inserito nella raccolta L’ombra dei sogni pubblicato nel 2011 da Cento Autori.
Nel 2007 vince il Premio Città di Trieste per la sezione ‘Teatro’ con il monologo inedito Il bugiardo.
Nel 2008 pubblica per La Prospettiva editrice la raccolta di racconti Il confine, 10 racconti situati nel sottile confine tra il reale e il fantastico e connotati da un realismo apparente, kafkiano, che rende ancora più inquietante l’irruzione del fantastico.
Sempre nel 2008 vince il Premio Opera Narrativa con il racconto fantascientifico Notizie dagli scavi, pubblicato nel 2010 da Tabula Fati.
Il romanzo L’angelo nero vince il premio Emozioni d’Inchiostro 2008 che viene pubblicato dall’editore Laruffa nel 2009. Si tratta di un ‘noir’ che tende a spiazzare il lettore intersecando continuamente le dimensioni di realtà e irrealtà e facendo agire personaggi che si sovrappongono in doppi e alter-ego del protagonista.
Il 2008 è anche l’anno in cui Musati si aggiudica il Premio Accendi un’idea con 9 maggio 1978, Il più è fatto, atto unico in memoria di Aldo Moro e Peppino Impastato, edito lo stesso anno da Infoarte.
Il racconto Butta giù le caramelle vince il primo premio del concorso nazionale Il racconto nel cassetto 2009 ed è pubblicato nello stesso anno da Cento Autori.
Nel 2010 viene pubblicato, sempre dall’editore Laruffa, il romanzo Tramonto Falck. Sui resti spettrali delle acciaierie di Sesto S. Giovanni, Musati riesce a collegare il tramonto di una generazione vissuta attorno all’acciaieria con l’odierna ‘street art’. L’autore definiva il suo romanzo ‘una storia raccontata dai muri, un romanzo murale’; conseguentemente il libro si avvale delle efficaci illustrazioni della ‘street artist’ Alessandra Odoni, in arte Senso. 
Nel 2011 esce, per l’editore Cento Autori, L’ombra dei sogni, nove racconti che dischiudono l’ebbrezza della fuga verso una dimensione che porta a esplorare il segreto delle cose che appartengono al quotidiano di ognuno.
Nel 2012 il romanzo Vera Pelle, pubblicato da Nulla Die, è ambientato nel 2048, dove è incominciata la caccia a tutti i tatuati della ‘Città’ e il protagonista Vera Pelle è ancora un ‘ricamo vivente’.
Nel 2014 Nulla Die pubblica Il mio l’ho fatto. L’avventura del partigiano Veritò, romanzo che si inserisce nel filone resistenziale, tracciato dai grandi Fenoglio e Calvino. Veritò, alter-ego dell’autore è la ‘terza persona’ che racconta due figure di valsesiani che ebbero ruoli importanti nella Resistenza e che pagarono con la vita la loro scelta dopo l'8 settembre del ’43. Si tratta di Clemente e Attilio Musati, lo zio e il cugino dell’autore.
Nel 2015 esce per l’editore La Gru Le farfalle di Fukushima, romanzo breve scritto a due mani con Teresa Verde.
Il suo ultimo romanzo Il canto del sogno, anch’esso scritto in collaborazione con Teresa Verde, è stato pubblicato postumo nel 2016 dalla casa editrice Apollo nella collana Happy Writers.

## Opere
- Nel corpo del tempo, Artemis, Genova 2005
- L'ultima frontiera, in AA.VV., Dal tramonto all'alba, Melquiades, Milano 2005
- Cara Ada, Tabula Fati, Chieti 2007[8]
- Il confine, La Prospettiva editrice, Civitavecchia (RM) 2008
- Il più è fatto, in AA.VV., 9 maggio 1978, un progetto per costruira la memoria, Infoarte, Milano 2008
- L'angelo nero, Laruffa, Reggio Calabria 2009[9]
- Butta giù le caramelle, Cento Autori, Villaricca (NA) 2009[10]
- Notizie dagli scavi in AA.VV, Opera narrativa, Fantascienza e Fantasy, Tabula Fati, Chieti 2010[11]
- Tramonto Falck, Laruffa, Reggio Calabria 2010[12]
- L'ultima frontiera, in AA.VV. Code di stampa, La Gru, Padova 2011
- L'ombra dei sogni, Cento Autori, Napoli 2011[13]
- Vera pelle, Nulla Die, Piazza Armerina 2012
- Il mio l'ho fatto. L'avventura del partigiano Veritò, Nulla die, Piazza Armerina 2014
- Le farfalle di Fukushima, La Gru, Padova 2015[14]
- I coloni dello spazio, Universo, Milano 2015
- Il canto del Sogno, Apollo, Bisignano (CS) 2016[15]

## Premi
- Premio Teramo 2006: vince con il racconto La tartaruga il premio Giuseppe Caporale della sezione speciale dell'Istituto zoo profilattico per un racconto inedito dedicato al rapporto empatico tra animali ed esseri viventi.
- Premio Tabula Fati 2006: vince con Cara Ada il concorso indetto dall'Associazione culturale Tomato Farm di Francavilla al mare.
- Premio Teramo 2007: vince con il racconto La gabbia.
- Premio Città di Trieste 2007: vince nella sezione Teatro con il monologo Il bugiardo.
- Premio Opera Narrativa 2008; vince con Notizie dagli scavi il concorso Racconti fantastici con tema Il libro. Motivazione: ha saputo imbastire con originale maestria un racconto fantascientifico ironico e particolare, sfruttando in modo geniale il tema del concorso
- Premio Emozioni d'inchiostro 2008: vince con L'angelo nero.
- Premio Accendi un'idea 2008: vince con 9 maggio 1978. Il più è fatto, atto unico per tre attori e una voce fuori campo, in memoria di Aldo Moro e Peppino Impastato